# Катакомби

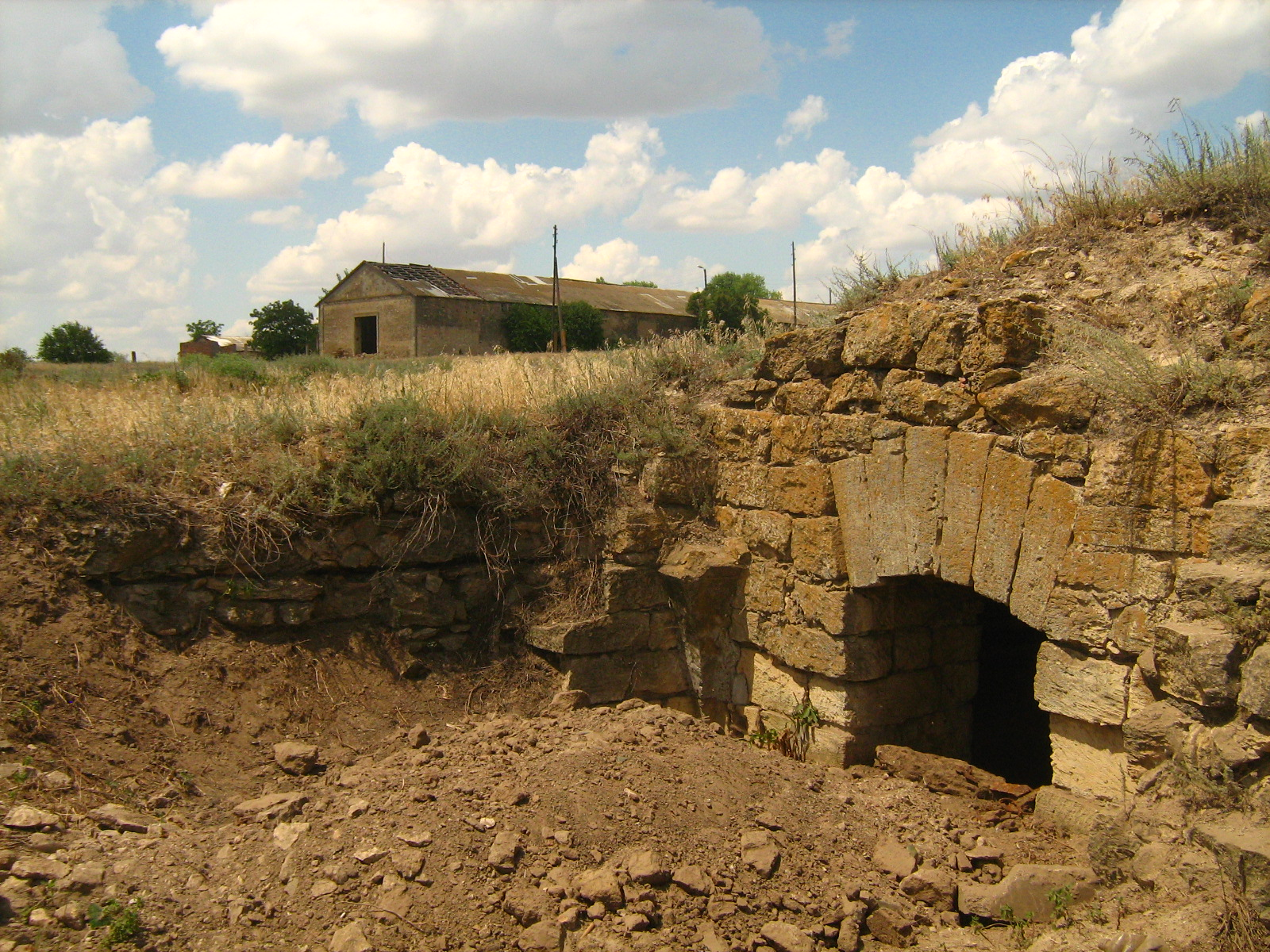
Козацькі катакомби біля села Республіканець Бериславського району Херсонської області

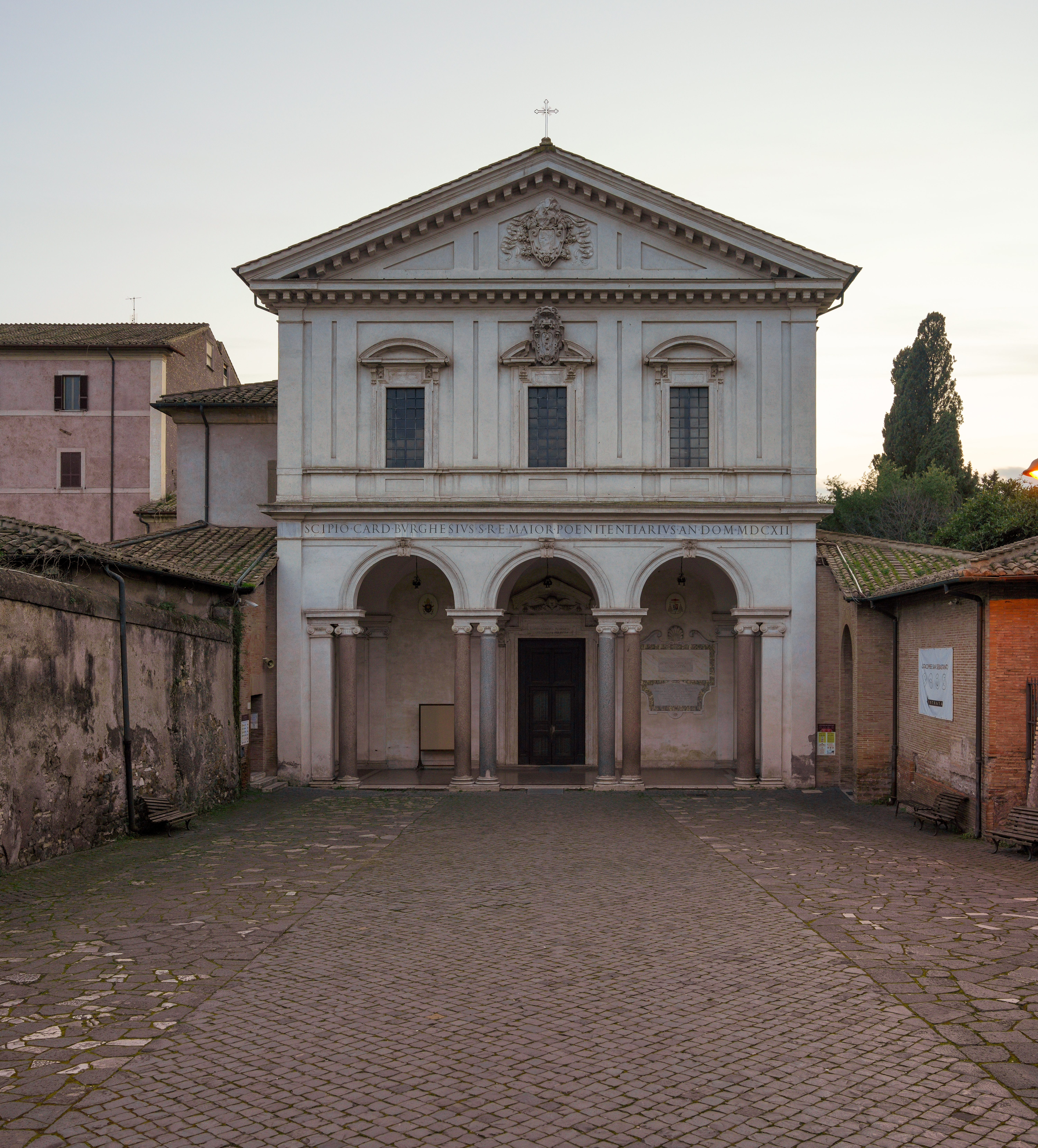
Вхід до катакомб святого Себастьяна, Рим

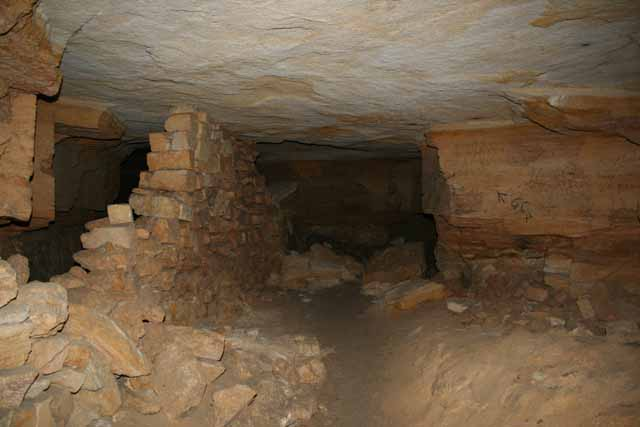
Одеські катакомби

Катако́мби (грец. κατω — знизу і грец. κομβος — сплетіння). Початково катакомбами називалися підземні погребальні галереї під церквою Святого Себастьяна в Римі. Саме походження слова катакомби спірне і точно не встановлене, але відомо, що вперше його стали використовувати у зв'язку з цим місцем поховання.
Сьогодні[коли?] слово означає будь-які підземні ходи, лабіринти, приміщення під землею, головним чином у містах.
Найвідоміші приклади:
- Катакомби Рима в Італії
- Катакомби Парижа у Франції
- Катакомби святого Яннуарія, Сан-Гаудіозо, Сан-Северо в Неаполі
- Катакомби Ком ель Шокафа (або Ком ель Саккфа) в Александрії, Єгипет
- Катакомби Мальти на середземноморському острові Мальта
- Катакомби Сакрамонте в Гренаді, Іспанія
- Катакомби капуцинів (Палермо), (Палермо, Італія)
- Катакомби Сан-Джованні (Сиракузи, Італія)
- Катакомби Санта-Лючія (Сиракузи, Італія)
- Катакомби Ліми в Перу
- Катакомби під собором святого Стефана у Відні
- Катакомби під коледжем Knockbeg у Карлоу, Ірландія
- Катакомби Умані в Україні

Римські катакомби були знайдені в 1578 році. Це підземні переходи, які іноді закінчуються прямокутними приміщеннями (кубікулами). В деяких випадках такі системи розташовані ярусами, один під іншим. Уздовж переходів знаходяться поховання рядових членів общини, в кубікулах — знатніших.
Також схожі на катакомби похоронні підземні приміщення знайдені в Анатолії, Туреччина; в Сузах, Північна Африка; в Трір, Німеччина; Київ, Україна. Катакомби в Палермо, Сицилія, використовували у 1920-х роках. Катакомби були популярні в Англії в XIX столітті та їх можна було побачити на багатьох розкішних кладовищах того часу.
В Україні (зокрема в Криму) катакомбами також називається мережа покинутих печер і тунелів. Ці катакомби утворилися на місці колишніх каменярень. Найвідоміші розташовані в Криму та на чорноморському узбережжі Одеські катакомби, Аджимушкайські каменярні та Миколаївські катакомби. У давнину катакомби використовували для виконання релігійних обрядів і поховання померлих. Пізніше їх використовували партизани під час Німецько-радянської війни. Аджимушкайські каменярні вміщували в себе близько 10 тисяч бійців і біженців. Багато з них померли і були поховані там же. Сьогодні на тому місці встановлені пам'ятники і музеї (тепер це територія міста Керч).